# 塞拉卡普里奥拉
塞拉卡普里奥拉（義大利語：Serracapriola），是意大利福贾省的一个市镇。总面积143.06平方公里，人口4100人，人口密度28.7人/平方公里（2009年）。ISTAT代码为071053。